# Txitximeques

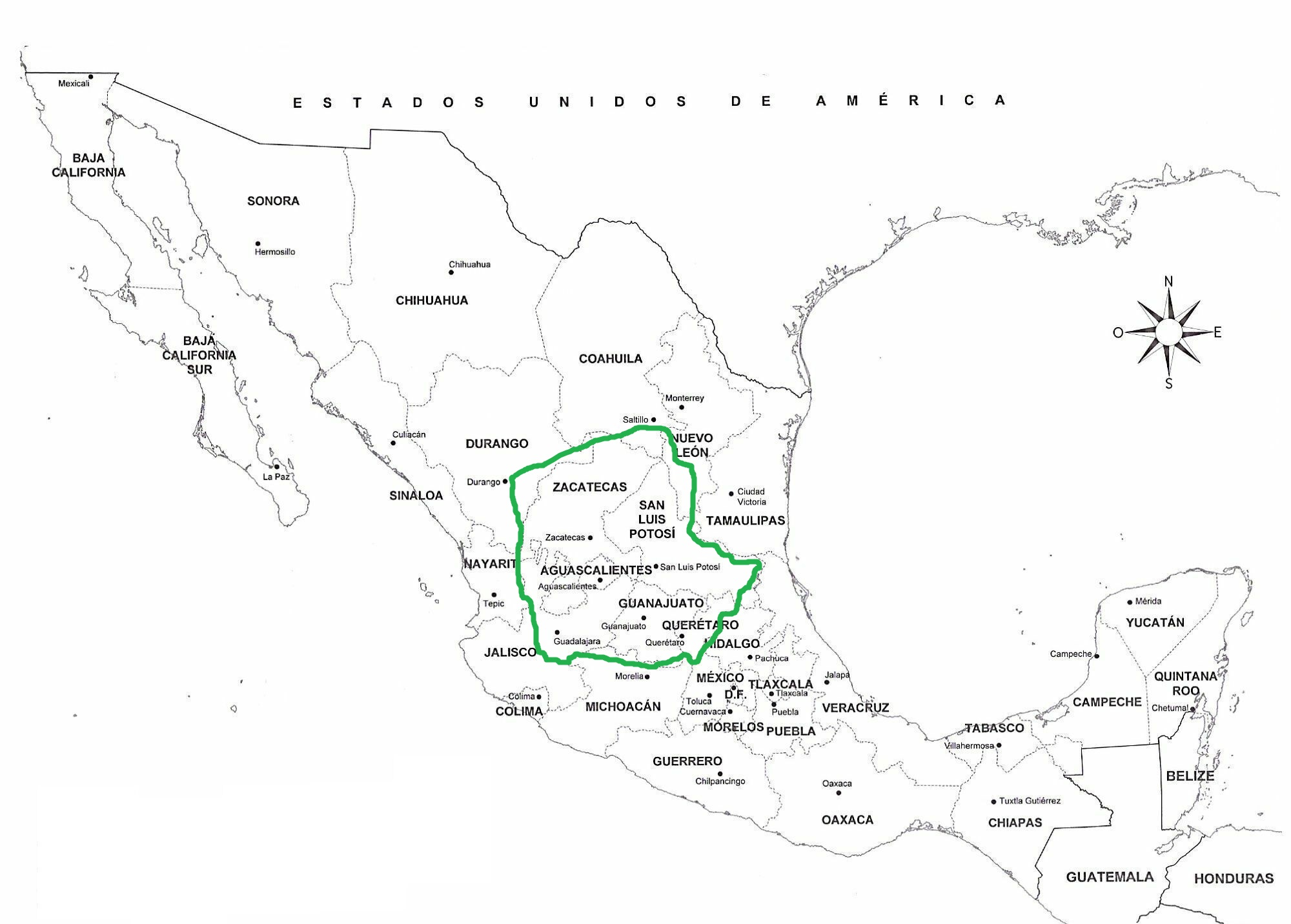

El terme txitximeca (chichimeca) és el nom que els asteques utilitzaven per referir-se als pobles indígenes que habitaven el nord de Mèxic, l'àrea coneguda com l'Aridoamèrica. Aquest terme es tradueix com a "bàrbar" o "incivilitzat", ja que la majoria dels pobles indígenes del nord eren tribus nòmada-caçadores que no havien desenvolupat civilitzacions com les de Mesoamèrica.

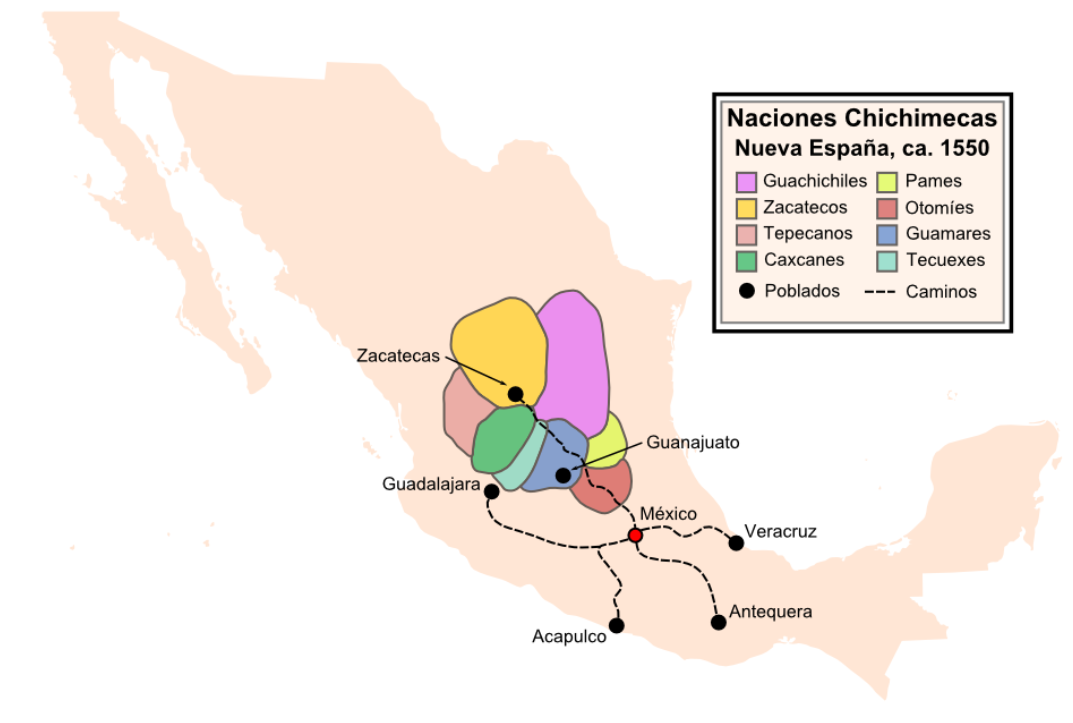

Més específicament, però, avui dia s'utilitza el terme txitximeca jonaz per referir-se al poble indígena que habita al municipi de San Luis de la Paz, a l'estat de Guanajuato, al centre de Mèxic. Ells es diuen úza (indi) o el plural ézar en la seva llengua, encara que en castellà utilitzen el gentilici txitximeca, txitximeco, tximeco o meco. El cens del 2000 va registrar 1.641 parlants de la llengua txitximeca, 1.443 dels quals residien a l'estat de Guanajuato, i 115 a l'estat de San Luis Potosí. La llengua pertany a la branca otopame, que pertany a la família otomang; per tant, està molt relacionada amb altres llengües pames.

## Història
Cap a l'edat mitjana formaren un estat amb sis reis. El primer rei fou Xooltl que regnava al començament del segle xiii; el segon fou Nopalzin (mort el 1263), i el succeïren Tlohtzin (1263-1298), Quinatzin (1298-1358), Techotlalatzin (1358-1409) i el seu fill Ixtlilxochitl I (1409-1418). Després va passar als tepaneques i van governar els reis Tezozomoc (1418-1427), el seu fill Tayatzin (1427), el seu germà Maxtla (1427-1428) i Netzahualcoyotl (fill d'Ixtlilxochitl I) el 1428. Tot seguit va passar als asteques.
Del 1541 al 1542 es revoltaren contra la brutalitat de Nuño de Guzmán i els abusos de les encomiendas que imposaren als nòmades i líders religiosos en la Guerra Mixtón. Els adoradors del déu Terokoli afirmaven que ressuscitarien els avantpassats, vencerien i expulsarien els espanyols. L'alçament va començar a Nochixtlan, continuaren a Xuitleque, Petacal i Temamaztle i expulsaren capellans i encomenderos. Pedro de Alvarado va morir lluitant contra ells i amenaçaren Guadalajara (1541).
Però foren vençuts pel virrei Antonio de Mendoza, qui amb 600 castellans (d'ells 180 cavallers) i 60.000 nadius va conquerir Coina, Nochixtlan i Xochipilan. Només va resistir Mixtón, on els caxcans foren aixafats després de tres setmanes de setge a canonades. En total 6.000 indis foren morts, molts d'ells llençats per penya-segats, mutilats o als gossos, i 2.000 més presos com a esclaus. I el seu territori passaria a formar part de Nova Galícia.
El 1546 es va descobrir plata a Zacatecas, i novament resistiren als espanyols fins que el 1561 l'expedició d'Ahumada els matà, penjà de la forca, mutilà i calmà per tal de convertir-los. Finalment, el 1571 el virrei Enríquez decideix declarar-los la guerra i fer esclaus perpetus al presoners malgrat l'oposició dels dominics. Fins i tot se’ls atreia amb falses promeses, i eren morts o esclavitzats. El 1585 foren definitivament pacificats de manera salvatge pel virrei Villamanrique, qui informà que les causes de les guerres txitximeca eren els soldats espanyols (ja n'hi havia 4.000 esclavitzats) amb corrupcions, comissions i malversacions.